# Masdevallia epallax
Masdevallia epallax är en orkidéart som beskrevs av Willibald Königer. Masdevallia epallax ingår i släktet Masdevallia och familjen orkidéer.
Artens utbredningsområde är Costa Rica. Inga underarter finns listade i Catalogue of Life.